# 地中海琵琶蝦
地中海琵琶蝦（學名：Scyllarides latus）是拟蝉虾属的一種蝦 ，分佈于地中海和大西洋西部海域。地中海琵琶蝦可以食用，但也因此遭到濫捕。雄性體長可達1英尺（30），無螯，夜行性。 它與生活在太平洋西部的紅琵琶蝦十分相似。

## 習性
地中海琵琶蝦水深100米以上的砂質淺海海底生活，白天藏在岩石縫隙中。它以牡蠣等貝類以及魷魚為食，其天敵為灰鱗魨，此外烏鰭石斑魚等其他大型魚類也以其為食。

## 外部連接
- 維基物種上的相關：Scyllarides latus